# Brasil nos Jogos Olímpicos de Inverno de 2002
O Brasil participou dos Jogos Olímpicos de Inverno de 2002 em Salt Lake City, nos Estados Unidos. Foi a quarta participação do país em Jogos Olímpicos de Inverno.

## Desempenho

### Esqui alpino
| Atleta          | Evento                   | Final   | Final |
| Atleta          | Evento                   | Tempo   | Pos.  |
| --------------- | ------------------------ | ------- | ----- |
| Nikolai Hentsch | slalom gigante masculino | DSQ     | DSQ   |
| Mirella Arnhold | slalom gigante feminino  | 3:13.74 | 48º   |

### Bobsleigh
| Atleta                                                                         | Evento        | Descida 1 | Descida 2 | Descida 3 | Descida 4 | Total   | Total |
| Atleta                                                                         | Evento        | Descida 1 | Descida 2 | Descida 3 | Descida 4 | Tempo   | Pos.  |
| ------------------------------------------------------------------------------ | ------------- | --------- | --------- | --------- | --------- | ------- | ----- |
| Eric Leme W. Maleson Matheus Inocêncio Edson Bindilatti Cristiano Rogério Paes | quatro homens | 48.91     | 48.76     | 49.44     | 49.62     | 3:16.73 | 27º   |

### Esqui cross-country
| Atleta               | Evento                   | Final     | Final |
| Atleta               | Evento                   | Tempo     | Pos.  |
| -------------------- | ------------------------ | --------- | ----- |
| Alexander Penna      | clássico 50 km masculino | 3:23:58.7 | 57º   |
| Franziska Becskehazy | clássico 10 km feminino  | 46:46.0   | 57º   |

### Luge
| Atleta           | Evento            | Descida 1 | Descida 2 | Descida 3 | Descida 4 | Total    | Total |
| Atleta           | Evento            | Descida 1 | Descida 2 | Descida 3 | Descida 4 | Tempo    | Pos.  |
| ---------------- | ----------------- | --------- | --------- | --------- | --------- | -------- | ----- |
| Ricardo Raschini | simples masculino | 46.309    | 46.977    | 46.464    | 56.897    | 3:16.647 | 45º   |
| Renato Mizoguchi | simples masculino | 47.773    | 50.036    | 53.349    | 48.742    | 3:19.900 | 46º   |

Legenda
| Recorde mundial      | Recorde mundial (World record)               |                       | Recorde africano                      | Recorde africano (African) |                                           | Q | Classificado por posição (Qualified) |
| Recorde olímpico     | Recorde olímpico (Olympic record)            | Recorde da América    | Recorde da América (Americas)         | q                          | Classificado por melhor tempo (Qualified) |   |                                      |
| Melhor marca do ano  | Melhor marca do ano (World leading)          | Recorde asiático      | Recorde asiático (Asian)              | DNS                        | Não largou (Did not start)                |   |                                      |
| Recorde nacional     | Recorde nacional (National record)           | Recorde europeu       | Recorde europeu (European)            | DNF                        | Não terminou (Did not finish)             |   |                                      |
| Recorde pessoal      | Recorde pessoal do atleta (Personal best)    | Recorde da Oceania    | Recorde da Oceania (Oceania)          | DSQ / DQ                   | Desclassificado (Disqualified)            |   |                                      |
| Recorde da temporada | Recorde da temporada do atleta (Season best) | Recorde sul-americano | Recorde sul-americano (South America) | NM                         | Sem marca (No mark)                       |   |                                      |